# ارلوتینیب
ارلوتینیب هیدروکلراید (انگلیسی: Erlotinib hydrochloride) با نام تجاری تارسِـوا (Tarceva) دارویی است که در درمان برخی سرطان‌ها کاربرد دارد.
این دارو یک بازدارنده تیروزین-کیناز که بر روی EGFR اثر می‌کند.
در سال ۲۰۱۵ میلادی هر قرص ۱۵۰ میلی‌گرمی این دارو در ایالات متحده آمریکا بین ۲۰۰ تا ۲۴۲ دلار آمریکا قیمت داشت.
سازمان غذا و دارو آمریکا این دارو را برای درمان «سرطان ریه از نوعِ سلولِ غیر کوچک» (NSCLC) که دست‌کم به یک دوره شیمی‌درمانی پاسخ نداده باشد، تأیید کرده‌است. همچنین در سال ۲۰۰۵ میلادی این سازمان، ارلوتینیب را در ترکیب با جمسیتابین برای درمان سرطان لوزالمعده با پیشرفت موضعی و غیرقابل جراحی مورد پذیرش قرار داد.
در مورد سرطان ریه، این دارو در بیماران با و بدون جهش EGFR مؤثر است، اما در کسانی که دارای جهش EGFR باشند، تأثیر بهتری دارد.
عوارض جانبی شایع دارو شامل راش (ضایعه پوستی)، اسهال، خستگی، بی‌اشتهایی و گاهی هم ریزش مو است. 